# István Bárány
István Bárány (20 december 1907 – 21 februari 1995) was een Hongaars zwemmer.
István Bárány nam driemaal deel aan de Olympische Spelen; in 1924, 1928, 1932. In 1924 eindigde hij als twaalfde op de 100 meter vrije slag. Vier jaar later, in 1928 wist hij op dit onderdeel het zilver te veroveren. Hij eindigde datzelfde jaar op de vierder plek met het 4x200 meter vrije slag team. In 1932 nam hij deel aan het onderdeel 4x200 meter vrije slag. Hij maakte deel uit van het team dat het brons wist te veroveren. Hij nam tevens deel aan de 100 meter vrije slag, maar kwam niet verder dan de halve finales.